# Skrzynka na listy

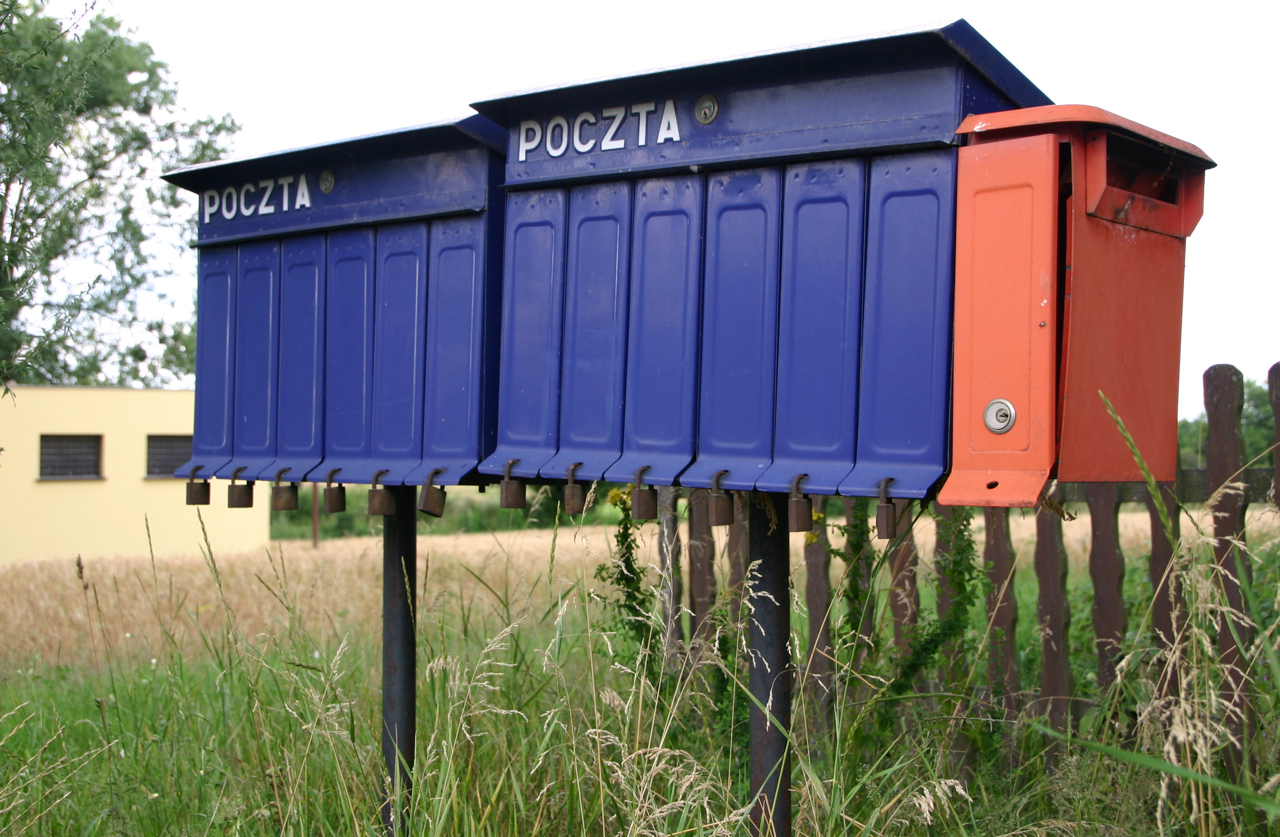
Skrzynki na listy i skrzynka pocztowa w Polsce

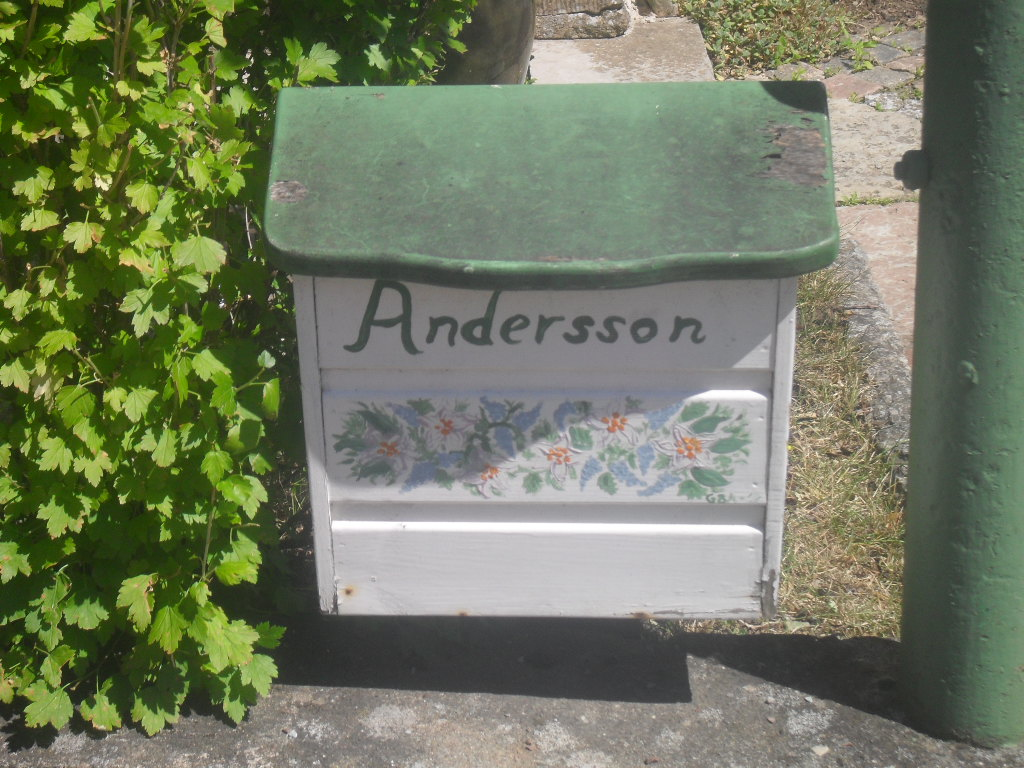
Skrzynka na listy w Szwecji

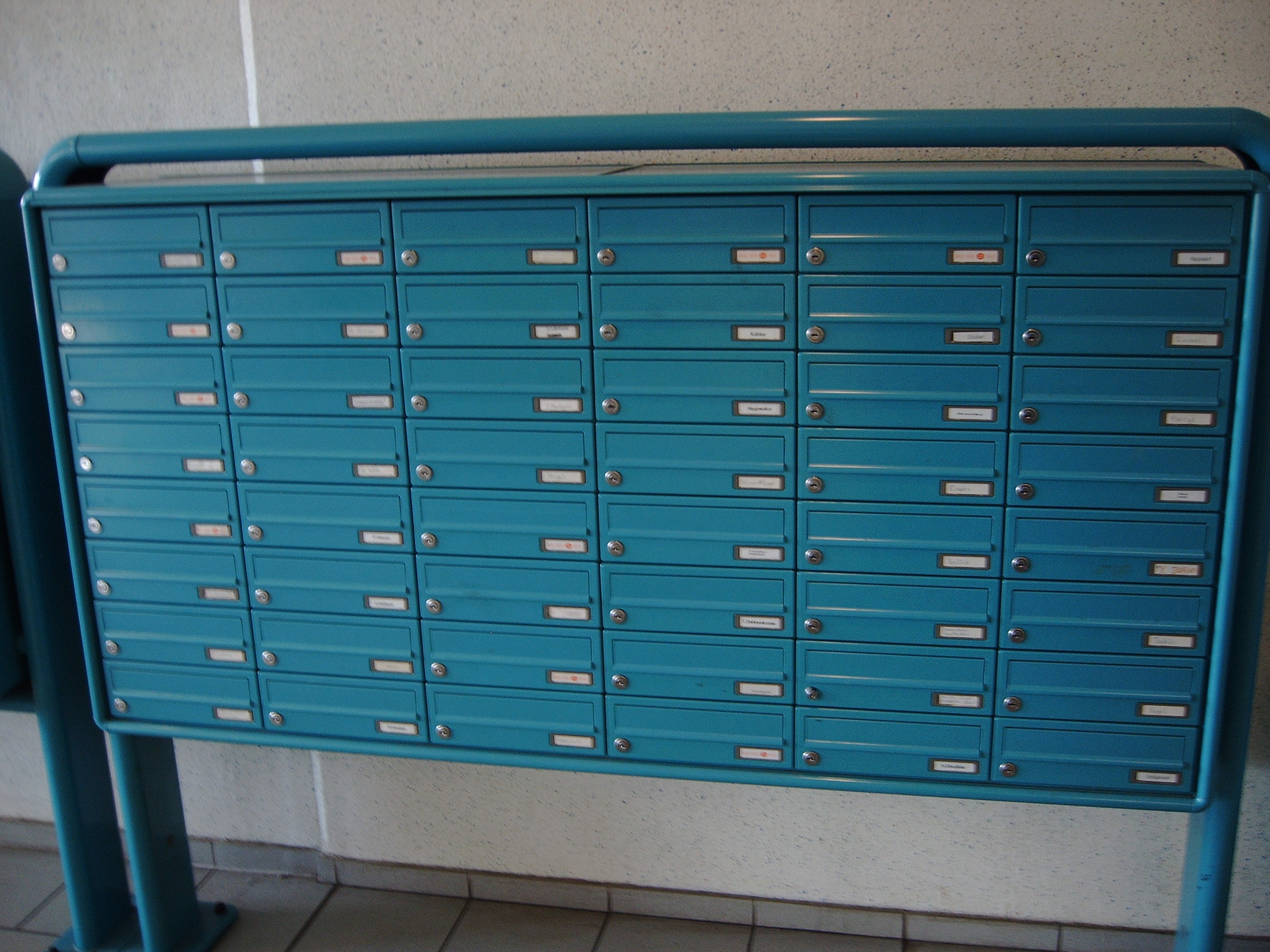
Skrzynki na listy w Niemczech

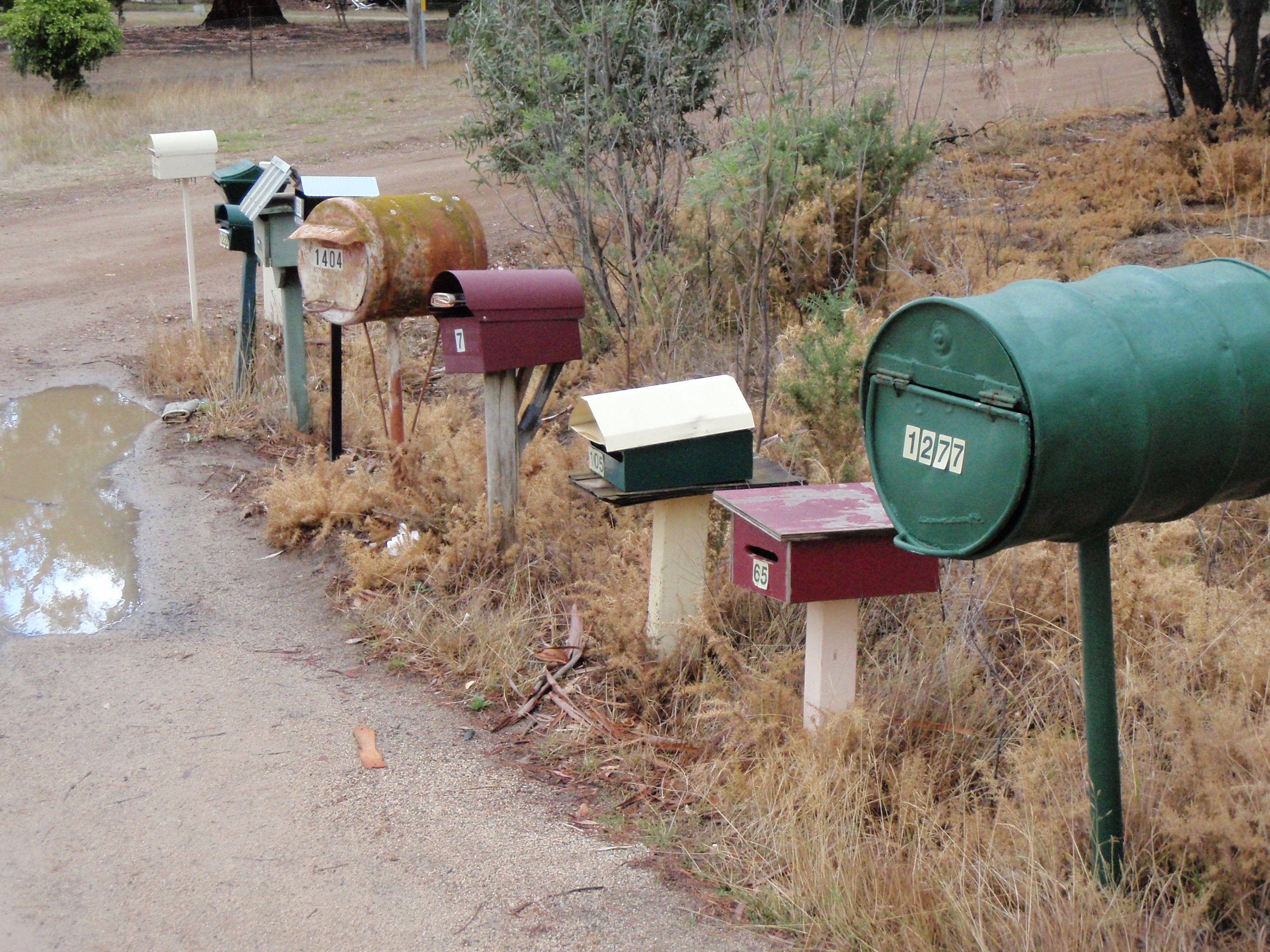
Skrzynki na listy w Australii

Skrzynka na listy, oddawcza skrzynka pocztowa – skrzynka umożliwiająca adresatowi odbieranie kierowanych do niego przesyłek pocztowych.

## W budynkach wielorodzinnych
W budynkach wielorodzinnych miejsce przeznaczone do umieszczania listów adresowanych do poszczególnych mieszkańców budynku. Ma postać metalowej skrzynki z wieloma komorami (przegródkami). 
W przeszłości w Polsce dostęp do wszystkich komór miał listonosz Poczty Polskiej doręczający listy (a także doręczyciel telegramów, formalnie nie będący listonoszem), natomiast każdy mieszkaniec budynku miał klucz tylko do własnej przegródki skrzynki. Zmiana przepisów dotyczących Prawa pocztowego w Polsce (art. 37 uchylonej ustawy z dnia 12 czerwca 2003 r. Prawo pocztowe (Dz.U. z 2003 r. nr 130, poz. 1188, z późn. zm.) wprowadziła obowiązek wymiany skrzynek pocztowych oddawczych przez właściciela lub współwłaściciela posesji. Stare skrzynki – będące własnością Poczty Polskiej – miały zostać wymienione na nowe, zgodne z przepisami unijnymi. Ma to umożliwiać dostarczanie przesyłek przez dowolnego operatora pocztowego działającego na rynku, zwiększając tym samym konkurencję na rynku usług pocztowych. Nowe skrzynki są własnością właściciela posesji, na której się znajdują. Przepisy określiły obowiązek wymiany skrzynek pocztowych do 24 sierpnia 2008 (5 lat od daty wejścia w życie ustawy).

## W budynkach jednorodzinnych
W budynkach jednorodzinnych skrzynki oddawcze instalują samodzielnie właściciele posesji i są to zazwyczaj konstrukcje w postaci niewielkich zamykanych na klucz skrzynek przy drzwiach lub przy furtce, do których przez specjalnie do tego celu przeznaczoną szczelinę listonosz wrzuca przesyłki. W przeszłości ten indywidualny sposób dostarczania każdej przesyłki do każdego mieszkania powszechny był – także w Polsce – również w budynkach wielorodzinnych. Indywidualne skrzynki instalowano wówczas albo na zewnętrznej stronie drzwi każdego mieszkania, albo też wycinano w drzwiach specjalną poziomą szczelinę na listy. Zbiorcze skrzynki oddawcze upowszechniły się w Polsce w pierwszych latach 60. XX wieku, tj. w okresie, kiedy na masową skalę zaczęto budować osiedla budynków z wielkiej płyty.

## Skrytki pocztowe
Oprócz skrzynek oddawczych w budynkach wielorodzinnych, które wg obecnie obowiązujących przepisów powinny zostać zamontowane przez zarządcę budynku, poczta instaluje w swoich urzędach numerowane skrzynki – tzw. skrytki pocztowe (ang. Post Office Box, w skrócie PO Box); wynajem takiej skrzynki jest jedną z usług świadczonych przez pocztę. Korzystają z niej osoby i firmy, które z różnych powodów wolą odbierać korespondencję w lokalnym urzędzie, niż pod własnym adresem za pośrednictwem listonosza roznoszącego przesyłki. Przesyłki dla takich odbiorców adresowane są według następującego schematu (tu – do hipotetycznego urzędu pocztowego Warszawa 999 z hipotetycznym kodem pocztowym 00-000):
| Nazwa Odbiorcy skr. poczt. 1234 00-000 Warszawa 999 | albo | Nazwa Odbiorcy PO Box 1234 PL 00-000 Warszawa 999 |

## Doręczanie przesyłek
Przesyłki większych rozmiarów (np. paczki pocztowe) nie mieszczące się w skrzynce oddawczej dostarczane są zazwyczaj do rąk własnych adresata przez osobnych doręczycieli, a w przypadkach, kiedy doręczyciel nie zastanie nikogo pod wskazanym adresem - adresat powinien odebrać przesyłkę w urzędzie pocztowym. Listy polecone w Polsce również dostarczane są bezpośrednio adresatowi z wyjątkiem przypadku, gdy adresat złoży wcześniej w urzędzie pocztowym oświadczenie pisemne, iż życzy sobie, by listy polecone pozostawiać w jego skrzynce, a doręczana przesyłka nie wymaga potwierdzenia odbioru.

## Galeria

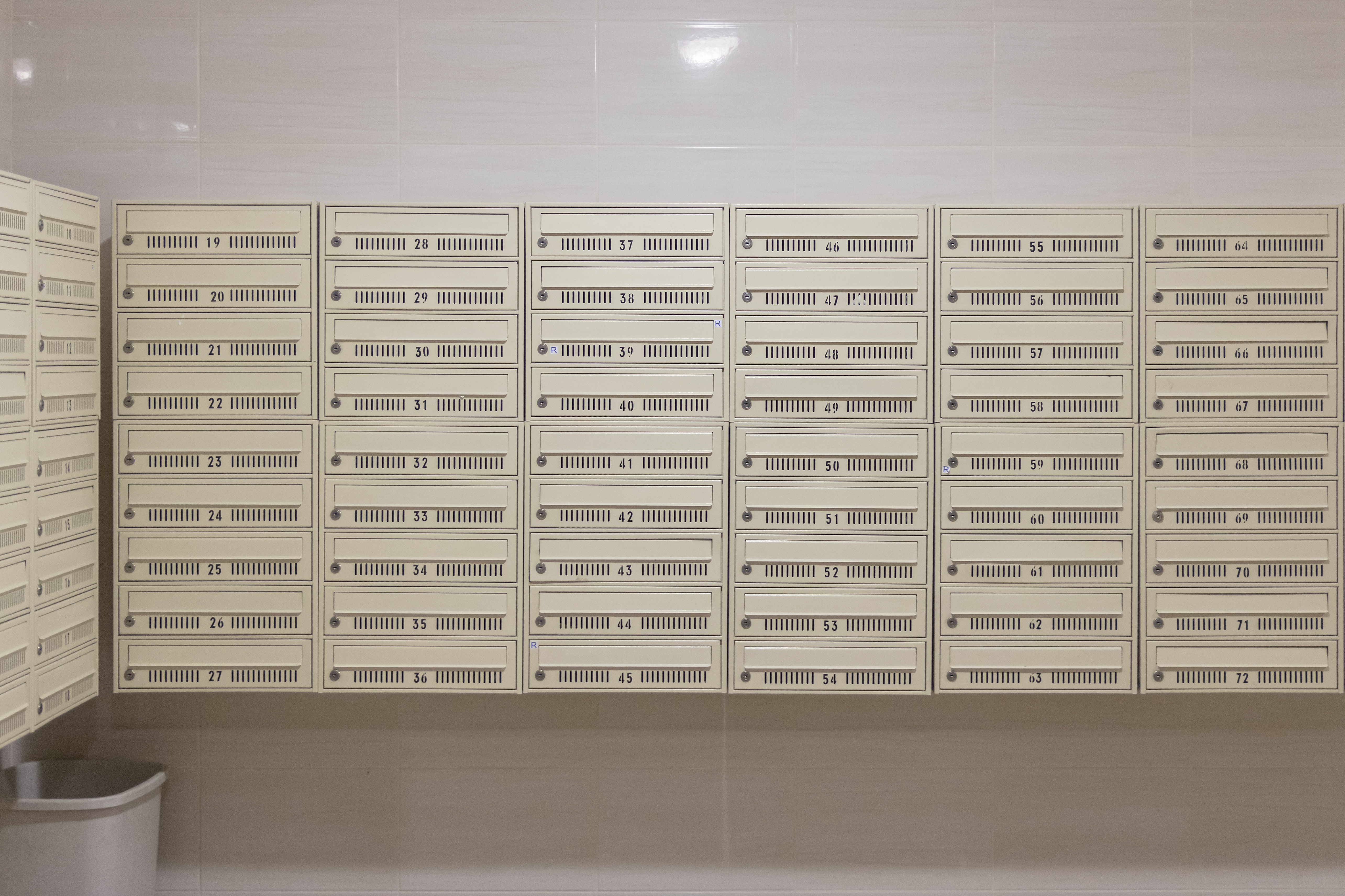
Nowoczesne skrzynki oddawcze w Polsce
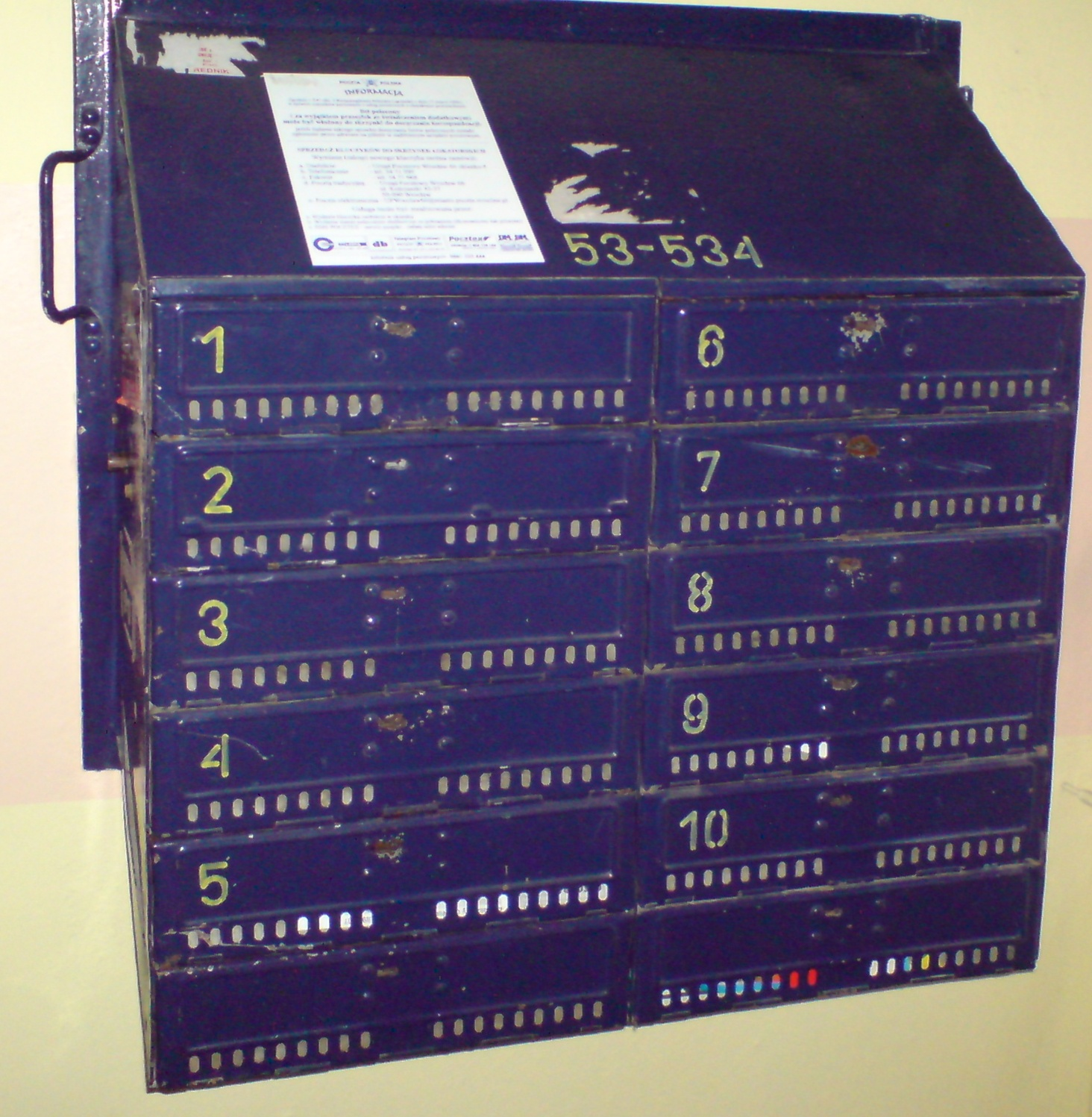
Polska skrzynka oddawcza starego typu dla 10 mieszkań, przegródki ukośne
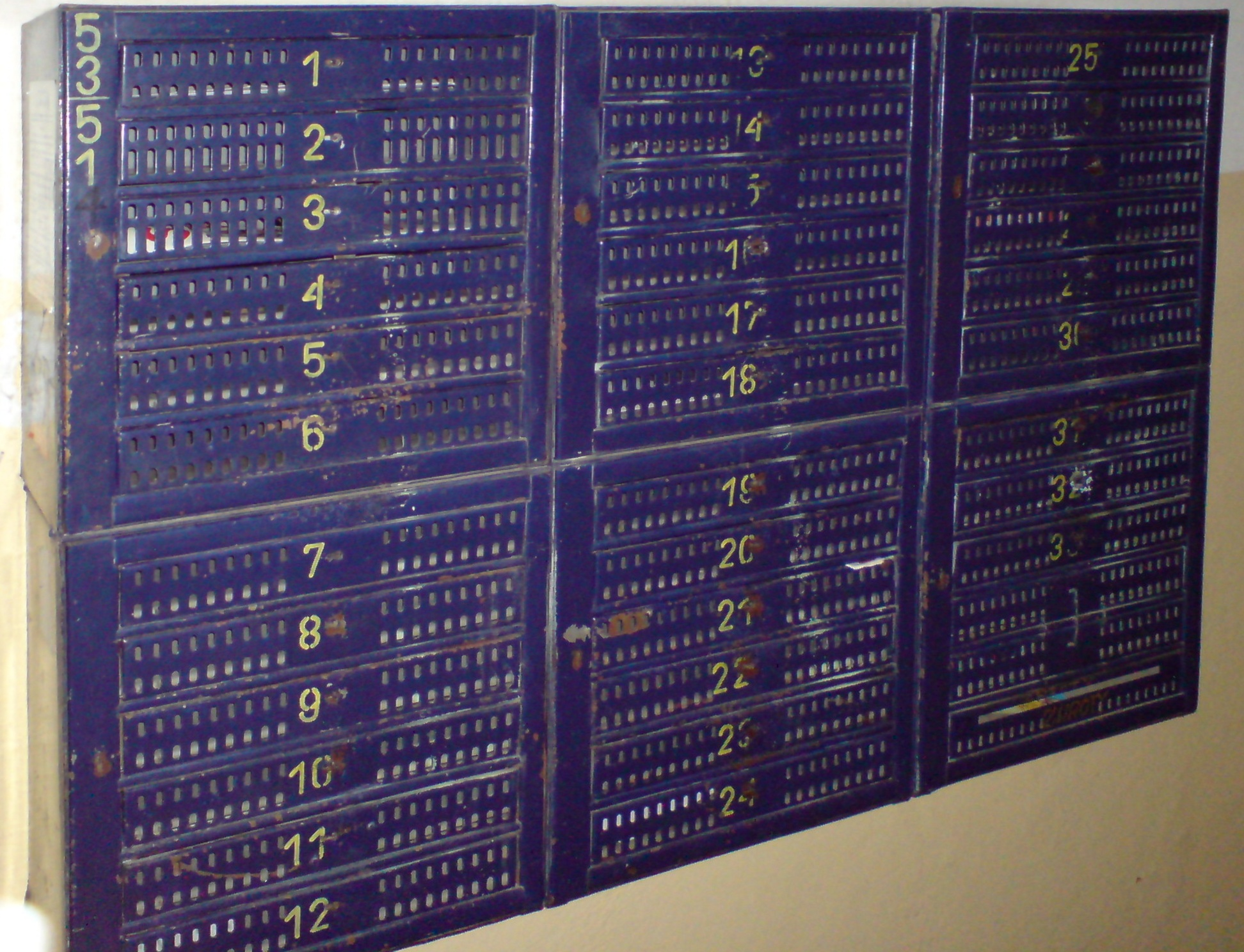
Skrzynka oddawcza starego typu dla 33 mieszkań, przegródki poziome
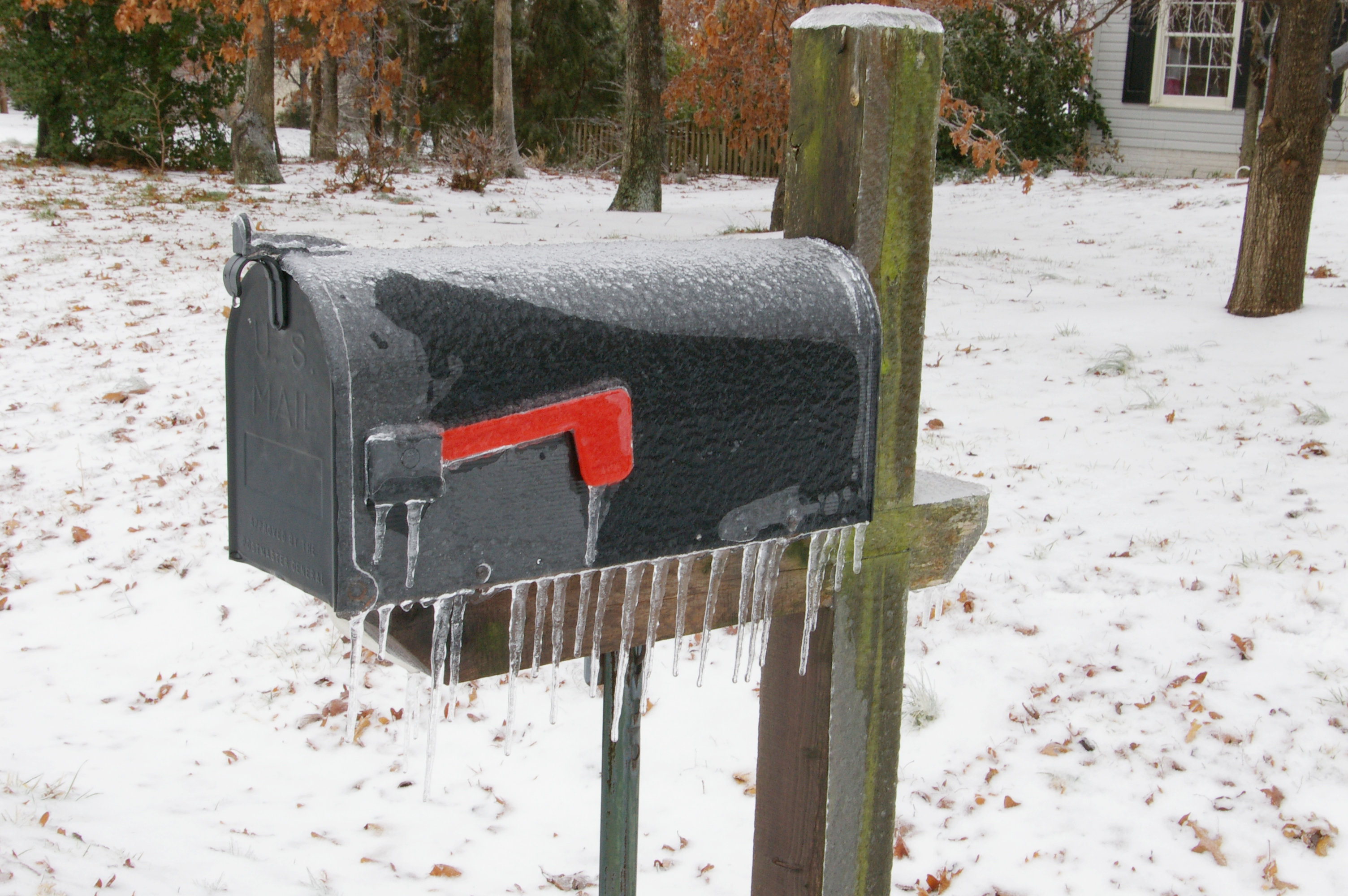
Indywidualna skrzynka na listy, typowa dla Stanów Zjednoczonych
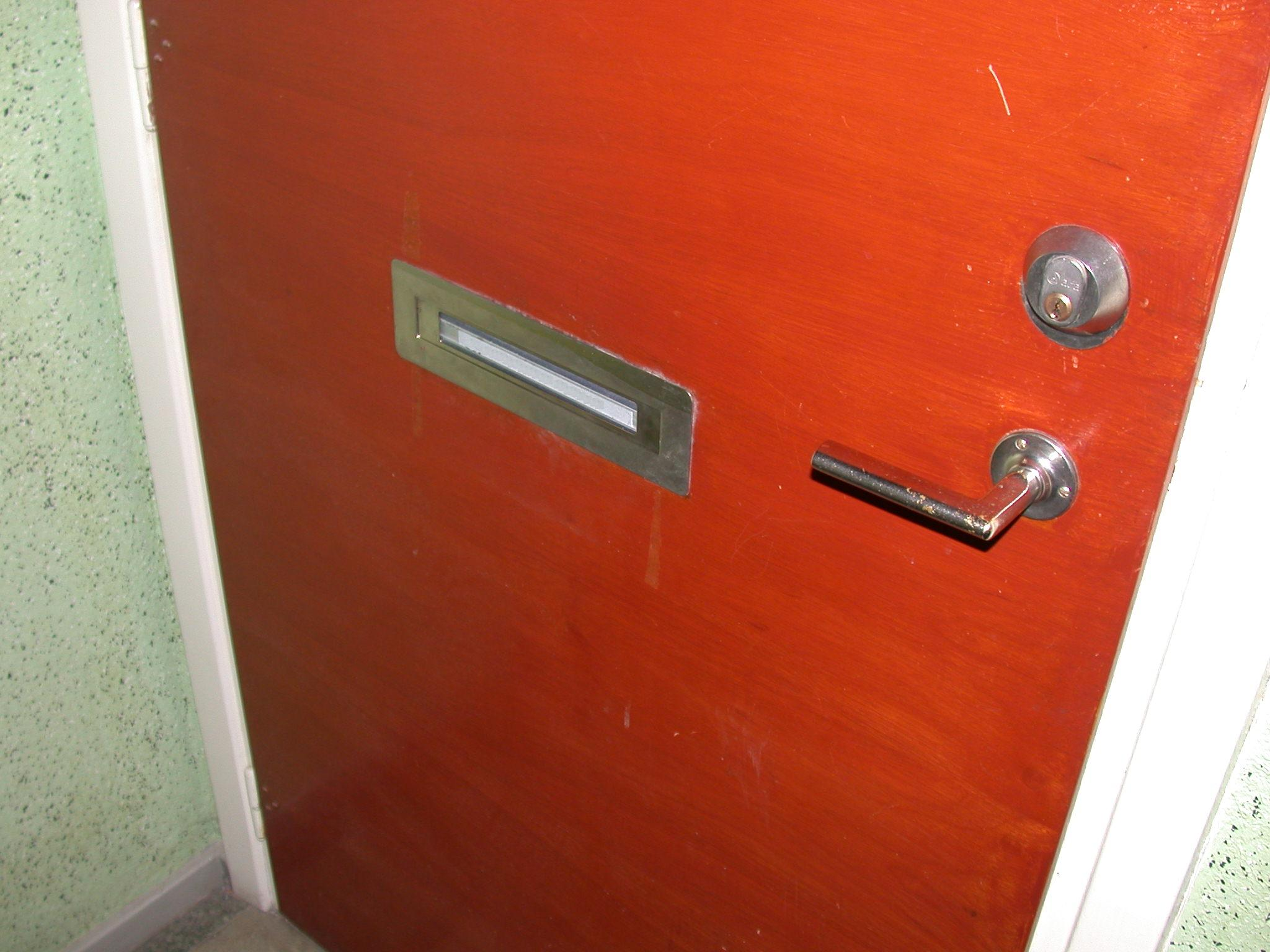
Szczelina na listy w drzwiach, tzw. listownik